# Nikah Misyar
Nikah misyar är ett namn som i vissa länder med muslimsk majoritet ges till ett tillstånd av traditionellt äktenskap där kvinnan kvinnan kan ge upp ekonomiska och sociala rättigheter som hon annars hade varit berättigad till enligt de traditionella äktenskapsreglerna. Mening är att en kvinna som av en hög ålder eller ett handikapp inte kan ingå ett "vanligt" muslimskt äktenskap ska få chansen att ingå en enklare form av äktenskap. Den stora skillnaden mellan misyar äktenskapet och mut'a äktenskapet är att i den senare sätter man en tidsbegränsning vid ingåendet medan misyaräktenskapet är ett vanligt traditionellt äktenskap utan att makarna bor tillsammans.
Kritiken mot denna sunnitiska typ av förenklat giftermål baseras på att kvinnor kan tvingas ge upp sin rätt till lika behandling vid polygami, eller ekonomisk säkerhet/underhåll (nafaqa) på grund av fattigdom eller annat armod.